# Carla Sveva
Carla Sveva (Milano, 15 gennaio 1918 – Milano, ...) è stata un'attrice italiana.

## Biografia
È stata un'attrice meteora nel cinema degli anni trenta.
Esordisce sullo schermo nel 1936, interpretando ruoli minori in un paio di film. Già nel 1937 però è una delle protagoniste femminili nella versione italiana del film Condottieri, diretto da Luis Trenker.
Nel 1939 appare nel film L'aria del continente di Gennaro Righelli: dopo questo ruolo della Sveva non si hanno più notizie.

## Filmografia
- Cuor di vagabondo, regia di Jean Epstein (1936)
- La danza delle lancette, regia di Mario Baffico (1936)
- Condottieri, regia di Luis Trenker (1937)
- Giuseppe Verdi, regia di Carmine Gallone (1938)
- Mia moglie si diverte, regia di Paul Verhoeven (1938)
- Napoli che non muore, regia di Amleto Palermi (1939)
- Il marchese di Ruvolito, regia di Raffaello Matarazzo (1939)
- Castelli in aria, regia di Augusto Genina (1939)
- L'aria del continente, regia di Gennaro Righelli (1939)